# Teoria y práctica del Axedrez
Teoria y práctica del Axedrez – hiszpańskie czasopismo szachowe wydawane w latach 1867–1868 w Barcelonie.